# Nesiritide
Nesiritida (Natrecor) Es la forma recombinante del aminoácido péptido natriurético tipo B humano el cual es normalmente producido por el miocardio ventricular. Nesiritida trabaja para facilitar la homeostasis del fluido cardiovascular a través de la contrarregulación del sistema renina-angiotensina-aldosterona, estimulando el monofosfato de guanosina cíclico, lo que conduce a la relajación de las células musculares lisas.
Inicialmente se creía que la nesiritida era beneficiosa para la insuficiencia cardíaca congestiva aguda descompensada. Recibió la aprobación de la Administración de Drogas y Alimentos de los Estados Unidos Administración de Drogas y Alimentos de los Estados Unidos para este propósito en 2001 después de la no aprobación inicial. En julio de 2011 los resultados del estudio más grande hasta ahora para nesiritida fue publicado en La Revista de Medicina de Nueva Inglaterra. El estudio falló en demostrar una diferencia entre el uso de nesiritida y placebo en mortalidad o re-ingresos hospitalarios.

## Administración
Acotando que ya no está disponible en Estados Unidos.
La única presentación de Neseritida y vía de administración es intravenosa, usualmente dosis inicial en bolo, seguida por infusión intravenosa continua, Para la mayoría de adultos y ancianos un bolo inicial de 2 µg/Kg seguido por una infusión continua de 0.01 µg/Kg/min. Pudiendo incrementarse cada 3 horas hasta un máximo de 0.03 µg/Kg/min, por máximo 72 horas de infusión continua. Siempre acompañado de una monitorización estrecha de la función renal y hemodinámica.

## Controversia
En 2005, después de varios artículos académicos publicados por Jonathan Sackner-Bernstein sobre la eficacia y los efectos secundarios de Nesiritida, Johnson & Johnson se reunió con la FDA y modificó sus planes establecidos para el medicamento y acordó revisar su etiquetado
Los doctores del corazón de la Clínica Cleveland luego votaron por unanimidad para no permitir la prescripción del medicamento a sus pacientes. Johnson y Johnson convocaron a un panel de expertos cuyo consejo incluyó la recomendación de realizar el ensayo clínico a gran escala que se publicó posteriormente en 2011. Después de esto, el Departamento de Justicia de los Estados Unidos anunció una investigación sobre la comercialización de la droga que condujo a una multa contra la unidad Scios de J&J.

## Efectos secundarios
Los efectos secundarios comunes incluyen: 
- Presión arterial baja (11% de los pacientes)
- Dolor de cabeza
- Náusea
- Frecuencia cardíaca lenta
- Insuficiencia renal[10]

Los efectos secundarios más raros incluyen: 
- Confusión
- Parestesia
- Somnolencia
- Temblor

## Otras lecturas
Ciencia o ficción: ¿uso de nesiritida como agente de primera línea? John A. Noviasky, Pharm.D., Michael Kelberman, M.D., Karen M. Whalen, B.S., Roy Guharoy, Pharm.D., William Darko, Pharm.D. 1